# Rachid Messaâdia
Rachid Messaâdia est un judoka algérien né à Batna, le 31 décembre 1958. Il devient champion d'Afrique de nage-no-kata lors des championnats d'Afrique de judo 2012 à Agadir au Maroc, et champion de kime-no-kata en 2013 a Maputo au Mozambique, et en 2015 à Libreville au Gabon.

## Biographie

### Championnats d'Afrique de judo 2012
Lors des Championnats d'Afrique du judo de 2012 au Maroc et durant la 1re édition des championnats d'Afrique de kata, Messaâdia a décroché la médaille d'or.

### Championnats d'Afrique de judo 2013
Au Championnat d’Afrique qui s’est déroulé à Maputo du 18 au 21 avril, Rachid Messaâdia qui été Tori a remporté avec son Uke Loutis Ferhat dans le Kime-no-kata la médaille d'or dans cette épreuve par équipe.

### Championnats d'Afrique de judo 2015
Lors des Championnats de 2015 Rachid qui est Uke avec le Tori, Abdelkrim Touati ont decroché la médaille d'or.

## Palmarès

### Championnats d'Afrique
- 2012 à Agadir,  Maroc :  Médaille d'or[4].
- 2013 à Maputo,  Mozambique :  Médaille d'or.
- 2015 à Libreville,  Gabon :  Médaille d'or[3].
- 2016 à Tunis,  Tunisie :  Médaille d'or[5].
- 2017 à Antananarivo,  Madagascar :  Médaille d'or.
- 2018 à Tunis,  Tunisie :  Médaille d'or.
- 2018 au Cap,  Afrique du Sud:  Médaille d'argent.